# 753 a.C.
Séculos: (Século IX a.C. - Século VIII a.C. - Século VII a.C.)
758 a.C. - 757 a.C. - 756 a.C. - 755 a.C. - 754 a.C. - 753 a.C. - 752 a.C. - 751 a.C. - 750 a.C. - 749 a.C. - 748 a.C.

## Eventos
- 21 de abril: Fundação de Roma.[1]
- Esta data baseia-se no cálculo de Marco Terêncio Varrão (116 - 27 a.C.), que determinou a fundação de Roma entre os anos de 754 e 753 a.C.. Varrão obteve este número em uma conta que inclui vários erros: primeiro foi incluir quatro anos em que Roma foi governada por ditadores, sem que houvesse nenhuma evidência disto (333, 324, 309 e 301 a.C.), depois outros quatro anos de anarquia. Com isto, o ano da derrubada do último rei caiu em 510 a.C., o mesmo ano em que os atenienses expulsaram o tirano Hípias. A data da fundação de Roma foi obtida considerando que todos os sete reis haviam reinado 35 anos. Esta data é cerca de cem anos anterior à data da fundação de Roma obtida por radiocarbono.[2]
- Esta cronologia de Varrão foi canonizada pelo imperador Augusto, e são estas datas, marcadas a partir da fundação de Roma (ab urbe condita) que estão gravadas nos Fastos Capitolinos.[2]
- Zacarias e Salum, reis de Israel (753 - 752 a.C.).[3][4]